# Federação Portuguesa de Artes Marciais Chinesas
A Federação Portuguesa de Artes Marciais Chinesas (FPAMC) foi fundada em 14 de Maio de 1993 e tem a sua sede no Porto, Portugal.
A Federação Portuguesa de Artes Marciais Chinesas é uma entidade unidesportiva, sem fins lucrativos, dotada de utilidade pública desportiva, filiada e reconhecida pela European Wushu Federation (EWuF), pela International Wushu Federation (IWuF) e pela International Health Qigong Federation (IHQF) e é a entidade responsável pelas artes marciais chinesas em Portugal.